# Chungmu-ro
Chungmuro est une avenue de Séoul. C'est aussi le nom qui est parfois donné à l'industrie cinématographique sud-coréenne,.

## Situation
L'avenue fait 1,75 km de long et de 10 à 20 m de large et est située à Jung-gu, dans le centre de Séoul. 
L'avenue est desservie par les stations Chungmuro et station Jongno 3(sam)-ga. 

## Étymologie
Chungmuro a été nommé d'après Chungmu, nom posthume de l'amiral coréen Yi Sun-sin. La dernière syllabe "ro" fait référence à la route en coréen.

## Histoire
Depuis les années 1960, Chungmuro est connue comme l'avenue de la culture, des artistes et de l'industrie cinématographique. Dansungsa, le premier cinéma de Corée, fondé en 1907, est également situé dans le quartier,, alors connu sous son nom japonais, Honmachi.
Depuis le milieu des années 1990, de nombreux studios de cinéma ont quitté Chungmuro pour le quartier de Gangnam-gu ou d'autres quartiers de Séoul, Chungmuro symbolise toujours l'industrie cinématographique sud-coréenne et continue d'être utilisé comme métonymie pour la désigner.